# 2021년 바레인 그랑프리
2021 바레인 그랑프리(공식 명칭: 포뮬러 1 걸프 에어 바레인 그랑프리 2021)는 바레인 남부주 사키르에 위치한 바레인 인터내셔널 서킷에서 열린 포뮬러 원 대회로 바레인 그랑프리의 17번째 대회이다. 이번 그랑프리는 2021년 포뮬러 원 시즌의 첫번째 라운드로 3월 26일부터 28일까지 열렸다.
이번 그랑프리 우승자는 메르세데스의 발테리 보타스가 차지했고 같은 팀 동료인 루이스 해밀턴은 3위를 기록했다. 레드불의 막스 페르스타펀은 2위를 기록했다.